# 552 Sigelinde
552 Sigelinde là một tiểu hành tinh ở vành đai chính. Nó được Max Wolf phát hiện ngày 14.12.1904 ở Heidelberg và được đặt theo tên Sigelinde, nhân vật trong vở opera Die Walküre của Richard Wagner.